# James Robertson
Pour les articles homonymes, voir James Robertson (homonymie) et Robertson.
 (avril 2008).
Si vous disposez d'ouvrages ou d'articles de référence ou si vous connaissez des sites web de qualité traitant du thème abordé ici, merci de compléter l'article en donnant les références utiles à sa vérifiabilité et en les liant à la section « Notes et références ».
James Robertson, né le 11 août 1928 et mort le  9 novembre 2023, est un intellectuel et militant britannique, surtout concerné par les domaines de l'économie et de la politique, depuis 1974 écrivain indépendant et conférencier.
Un des fondateurs de L'autre sommet économique dans les années 1980.

## Biographie
Robertson a été élevé dans le Yorkshire et en Écosse pendant que ses parents travaillaient au Soudan. Il avait travaillé plus de trois ans dans le cabinet du premier ministre Harold Macmillan durant le « vent du changement » (Wind of Change) en Afrique, (1960). Ensuite, il devint directeur de Inter-Bank Research Organisation (organisation de recherches interbancaires) pour les grosses banques britanniques.
Dans les années 1980, Robertson est un des cofondateurs, avec son épouse Alison Pritchard, de « L'autre sommet économique » (The Other Economic Summit - TOES-) et de « Fondation des nouvelles économie » (New Economics Foundation). Une des premières coordinations remarquées dans la résistance au changement de politiques économiques.
Il est membre de Feasta et un des directeurs de la fondation SANE (South Africa New Economics Foundation), créée après sa visite en Afrique du Sud en 1996.
En octobre 2003, à la XXIXe conférence annuelle du Pio Manzu Research Centre, Rimini, Italie (étroitement associée à l'ONU), il est récompensé de la médaille d'or pour sa remarquable contribution, ces dernières 25 années, à la promotion de nouvelles économies basées sur des valeurs sociales et spirituelles.
Les livres récents de Robertson incluent  A New Economics of Sustainable Development, a « Briefing for Policymakers », écrit en 1997 pour la Commission européenne.
Après avoir longtemps vécu à Londres, il vit depuis 1984 dans le comté d'Oxfordshire. Depuis que lui et sa famille ont quitté la ville, ils élèvent quelques poules, font pousser la plupart de leurs légumes, récoltent leurs propres fruits et utilisent une partie de l'électricité à partir des panneaux photovoltaïques installés sur leur toit, tout à fait dans l'application de la simplicité volontaire.

## Thèses
Il rejoint les idées de Maurice Allais et propose en particulier de créer immédiatement toute la monnaie centrale en contrepartie de toute la monnaie déjà en circulation, en considérant que celle-ci a été empruntée à la banque centrale et en exigeant que les banques de second rang (banques commerciales) versent à la banque centrale les intérêts annuels en cours, aucune autre pratique financière n'étant modifiée (au moins au début). Ces intérêts sont reversés à l'État, la banque centrale étant (ou devenant préalablement) l'une de ses institutions. En d'autres termes, le gain généré par la création de monnaie (seigneuriage) ne devrait plus revenir aux banques commerciales mais être attribué aux recettes publiques.

### Thèmes récurrents de ses travaux
- Revenu de base
- Écologie
- Féminisme
- Globalisation
- Système monétaire
- Justice sociale
- Justice économique
- Simplicité volontaire

### Influences
C'est à la suite de la lecture du livre Geldschöpfung in öffentlicher Hand: Weg zu einer gerechten Geldordnung im Informationszeitalter (« La création monétaire en mains publiques », de James Robertson et Joseph Huber) en 2008 que le Suisse Hansruedi Weber a fondé l'association « Modernisation monétaire » en 2011 et lancé l'initiative « monnaie pleine » en 2014.